# Cymodoce hanseni
Cymodoce hanseni är en kräftdjursart som beskrevs av Dumay 1972. Cymodoce hanseni ingår i släktet Cymodoce och familjen klotkräftor. Inga underarter finns listade i Catalogue of Life.